# Catalyse enzymatique
Cet article court présente un sujet plus développé dans : Enzyme.

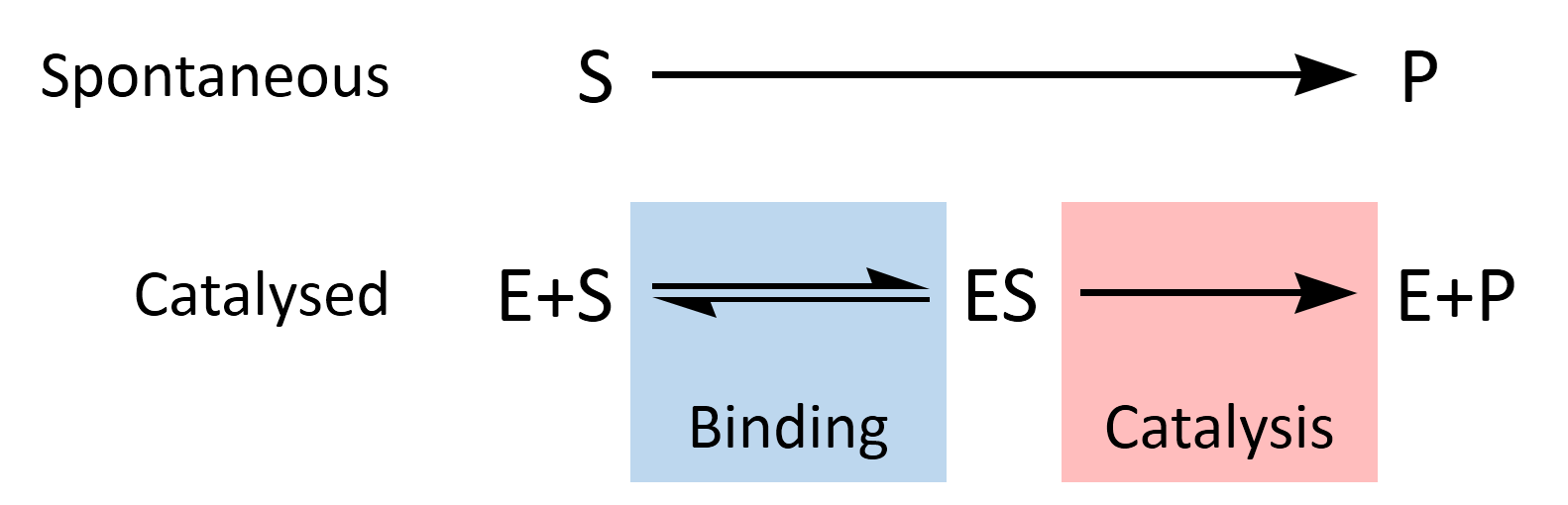
Schéma du catalyse enzymatique

La catalyse enzymatique est le processus par lequel des réactions chimiques sont catalysées dans les systèmes vivants par des protéines spécialisées ou des ARN appelés enzymes. La catalyse enzymatique est indispensable aux organismes vivants pour l'accélération spécifique des réactions nécessaires à leur métabolisme et à la biosynthèse de l'ensemble des biomolécules qui les composent. 
Les principes de la catalyse enzymatique sont analogues à ceux de la catalyse chimique (voir théorie de l'état de transition). L'enzyme favorise la réaction catalysée en permettant un chemin réactionnel plus favorable, qui abaisse en particulier l'énergie d'activation de la réaction, en stabilisant l'état de transition. La catalyse enzymatique repose à la fois sur l'orientation favorable des composés devant réagir dans le site actif de l'enzyme, leur déformation éventuelle et le positionnement de groupements fonctionnels des chaînes latérales des acides aminés de l'enzyme favorisant la réaction.
Le processus de catalyse enzymatique peut faire intervenir plusieurs mécanismes : 
1. Effets de placement : l'orientation des groupements réactifs facilite le passage du complexe ES à l'état de transition ;
2. Ajustement induit : la distorsion de l'enzyme et de son substrat favorise également le passage de ES à l'état de transition[1] ;
3. Radicaux R de certains acides aminés sont des donneurs ou accepteurs de protons : ce sont de puissants catalyseurs (-COOH; -SH...) ;
4. Formation d'un complexe instable transitoire : cela permet la formation très rapide des produits.